# Katarzyna z Racconigi
Katarzyna z Racconigi, wł. Caterina Mattei (ur. 1487 w Piemoncie we Włoszech, zm. 4 września 1574 w Racconigi) – włoska tercjarka dominikańska, błogosławiona Kościoła katolickiego.

## Życiorys
Katarzyna pochodziła z bardzo ubogiej rodziny. Jej ojciec był ślusarzem, a matka tkaczką. W wieku 5 lat zaczęła mieć widzenia Jezusa i Maryi, a także świętych. Ponieważ jej rodzina sprzeciwiła się, żeby wstąpiła do zakonu dominikanek, więc została tercjarką dominikańską. Doświadczała licznych wizji, była również stygmatyczką (jej stygmaty były niewidoczne, dopiero po jej śmierci zobaczył je jej spowiednik).

## Kult
Jej kult zatwierdził papież Pius VII w 1810 roku.
Wspomnienie liturgiczne obchodzone jest 4 września.